# Киселёв, Дмитрий Константинович
Дми́трий Константи́нович Киселёв (род. 26 апреля 1954, Москва) — советский и российский журналист, телеведущий и пропагандист. Заместитель генерального директора ВГТРК с 2008 года, генеральный директор агентства «Россия сегодня» с 9 декабря 2013 года.
С марта 2014 года за поддержку российско-украинской войны находится под персональными санкциями Европейского союза и других стран.

## Биография
Родился 26 апреля 1954 года в Москве. Дед Киселёва по матери, Николай Иванович Несмачный — происходил из Западной Украины, был подполковником царской армии и начальником инженерных служб генерала Брусилова; в 1939 году был объявлен польским шпионом и скончался в магаданском лагере, реабилитирован посмертно. Мать, Ариадна Николаевна Киселёва (дев. Несмачная) — учительница, окончила Московский инженерно-строительный институт с красным дипломом. Отец, Константин Фёдорович Киселёв — из тамбовских крестьян, был одиннадцатым ребёнком в семье, в 1937 году служил в кавалерии в Киеве.
Воспитывался в музыкальной среде, является племянником второй жены композитора Юрия Шапорина, окончил музыкальную школу по классу классической гитары.
Учился во французской спецшколе и в медицинском училище № 6 в Москве на медбрата.
В 1973 году поступил в Ленинградский государственный университет. В 1978 году окончил отделение скандинавской филологии филологического факультета ЛГУ.

### Работа на Гостелерадио СССР
После окончания университета работал в Центральном радиовещании на зарубежные страны Гостелерадио СССР в норвежской и польской редакциях.
9 апреля 1989 года по приглашению Сагалаева начал работать на Центральном телевидении СССР, где был парламентским корреспондентом программы «Время». Самый первый репортаж провёл из Тбилиси, освещал события у дома правительства. Одно время был собственным корреспондентом в Норвегии.
С января 1990 по март 1991 года — ведущий информационной программы «Телевизионная служба новостей», выходившей по Первой программе Центрального телевидения. Был автором документальных фильмов «Сахаров», «100 дней Горбачёва», «100 дней Ельцина» и «1/6 часть суши». Из-за отказа читать заранее готовый текст о событиях в Вильнюсе был отстранён от ведения информационных программ, после чего некоторое время сотрудничал с немецкими телеканалами ARD и RTL (был приглашён в ФРГ журналистом Гердом Руге, с которым работал над фильмом «100 дней Горбачёва»), а также японской телекомпанией NHK.

### Карьера с 1991 года до начала 2000-х годов
В сентябре 1991 года после августовского путча и назначения нового руководства Центрального телевидения вернулся в программу «Время», также был ведущим программы «Панорама». До конца 1996 года работал на разных должностях в РГТРК «Останкино» (с 1995 года — ОРТ, в настоящее время — «Первый канал»). В 1992—1994 годах — собственный корреспондент РГТРК «Останкино» по Бенилюксу. В 1994—1997 годах был ведущим программы «Окно в Европу», для создания которой Киселёв получил грант Еврокомиссии, направленный на поддержку демократических институтов в России.
В марте 1995 года, после убийства Владислава Листьева, был ведущим одного из выпусков актуального интервью «Час пик» телекомпании ВИD, также шедшего на 1-м канале Останкино. С 3 апреля 1995 года — ведущий этой программы на только что созданном ОРТ. Первоначально работал поочерёдно с Сергеем Шатуновым, но после его ухода вёл программу единолично. С начала октября 1995 года вёл программу по очереди с Андреем Разбашем. Окончательно ушёл из программы в сентябре 1996 года.
С 1997 по 2002 год вёл ток-шоу «Национальный интерес», которое выходило сначала на REN-TV, затем на телеканале РТР с сентября 1997 по январь 1998 года, с февраля 1999 года — на ТНТ, с осени 1999 по январь 2002 года — как «Национальный интерес-2000 (2001)» — на ТВЦ, затем на украинском канале ICTV.
В декабре 1997 года для производства собственных телепередач учредил компанию «Перспективные телевизионные проекты», которая просуществовала несколько лет.
С февраля 1999 года одно время также являлся автором и закадровым ведущим рубрики «Окно в Европу» на утреннем канале «День за днём» (ТВ-6).
С 1999 по 2000 год — ведущий вечернего выпуска информационной программы телекомпании «ТВ Центр» «События», рубрики «В центре событий».
С начала по середину 2000-х годов жил и работал на две страны — Украину и Россию. С 2000 по 2006 год — ведущий актуального интервью «Подробно с Дмитрием Киселёвым», с 2000 по 2004 год — главный редактор службы информации украинской телекомпании ICTV. Там же вёл программу «Факты» (укр. Факти). Во время выборов президента Украины в 2004 году Дмитрий Киселёв принимал активное участие в продвижении в телеэфире кандидата от близкой к Москве Партии регионов Виктора Януковича, которому, в свою очередь, был лоялен владелец ICTV Виктор Пинчук. 26 ноября 2004 года, в разгар Оранжевой революции, журналисты канала на встрече с генеральным директором ICTV Александром Богуцким выразили недоверие Дмитрию Киселёву, заявив, что он искажает выпуски новостей. Три дня спустя гендиректор сообщил об отстранении Киселёва от руководства выпусками новостей телекомпании. Позднее телеканал ICTV официально опроверг это сообщение. После победы на выборах Виктора Ющенко Киселёв продолжал работу на телеканале вплоть до истечения своего контракта в марте 2006 года.
С 24 сентября 2000 по 9 ноября 2003 года публиковался на сайте радиостанции «Эхо Москвы» в рубрике «Комментарий недели». Вёл семинары и практические занятия в школе телевидения «Интерньюс» Мананы Асламазян.
В 2003 году во время тренировок на трассе мотокросса получил серьёзную травму — оборвал две связки в колене, прошло три операции и год он провёл на костылях.

### На телеканале «Россия-1»
Вопрос в том, как позиционировать себя государственному информационному агентству… Часто под лозунгом объективности мы искажаем картинку и смотрим на свою страну как на чужую. Мне кажется, этот период дистиллированной, отстранённой журналистики закончен. Я сам исповедовал эти принципы, вы можете легко найти в интернете мои высказывания. Но я прошёл определённую внутреннюю эволюцию, которую можно было бы передать словами английской пословицы о том, что у человека, который в юности не был бунтарём, нет сердца. А человек, который не стал консерватором, когда стал более зрелым, — у него нет ума. Я считаю, что нет ни одного издания в мире, которое объективно. CNN объективно? Нет. Би-би-си объективно? Нет. Объективность — это миф, который нам предлагают и навязывают. Представьте себе, молодой человек кладёт руку на плечо девушке, в лучшем случае, и говорит: «Ты знаешь, я давно хотел сказать тебе, что я отношусь к тебе объективно». Это то, что она ждёт? Ну, наверное, нет.
С 2003 года Киселёв работает в ВГТРК, преимущественно на телеканале «Россия», позже переименованном в «Россия-1». С 2003 по 2004 год последовательно вёл программы «Утренний разговор» и «Авторитет». 22 и 29 октября 2004 года на телеканале вышел двухсерийный документальный фильм Киселёва «Самостійна Україна», посвящённый президентской гонке в стране. С 2005 по 2008 год — ведущий ежедневной информационно-аналитической программы «Вести +», с 2005 по 2006 год — актуального интервью «Вести. Подробности».
В 2006—2012 годах, после своего окончательного возвращения в Москву, — ведущий общественно-политического ток-шоу «Национальный интерес». 3 и 10 июля 2010 года в рамках данной программы с московской стороны провёл телемост «Украина — Россия» совместно с ведущей телеканала «1+1» Натальей Мосейчук. В 2006—2008 годах — ведущий вечернего выпуска «Вестей» в паре с Марией Ситтель, при этом хронометраж программы был увеличен с 30 до 50 минут.
С июля 2008 года являлся заместителем генерального директора холдинга ВГТРК; после назначения покинул программу «Вести». На радиостанции «Вести ФМ», входящей в ВГТРК, до 27 ноября 2013 года последовательно вёл две авторские передачи — «Горячая точка» (2010—2013) и «Глаголом жечь сердца людей» (2013). 9 и 16 сентября 2011 года провёл часовые обсуждения телесериала «Раскол» под названием «Части целого» на телеканале «Культура».
В марте 2012 года заменил Сергея Кургиняна в программе «Исторический процесс». С 9 сентября 2012 года — ведущий программы «Вести недели». С 2010 по 2019 год — ведущий ежегодных интервью с патриархом Кириллом (в 2010 году — в честь первой годовщины интронизации патриарха, в 2012 и 2013 годах — в честь празднования Пасхи, в 2011 и 2014—2019 годах — в честь празднования Рождества). 2 марта 2011 года был ведущим интервью «Михаил Горбачёв о себе» к 80-летию юбиляра.
С 19 сентября по 28 ноября 2015 года был ведущим интеллектуальной игры «Знание — сила».
Автор документального сериала о распаде СССР под названием «СССР: крушение», а также нескольких документальных фильмов: «Август 1991. Неглавные герои» (как ведущий и продюсер), «Великая русская революция», «Коды Курчатова», «Хватит травить народ. Кино про вино» и «Красный проект».
С Киселёвым связан интернет-мем «Совпадение? Не думаю».

### Международное информационное агентство «Россия сегодня»

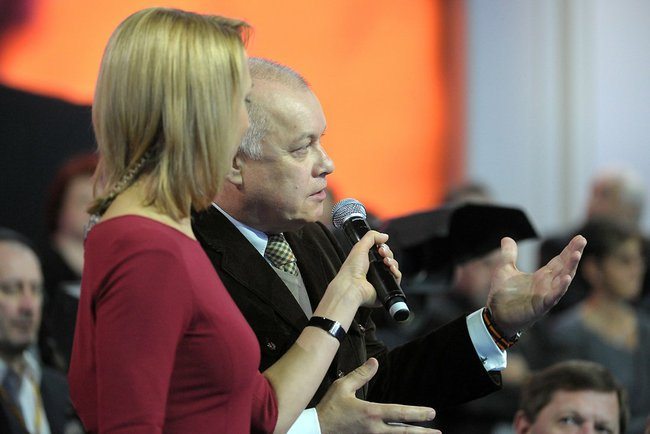
Дмитрий Киселёв на Прямой линии с Владимиром Путиным. 17 апреля 2014 года

9 декабря 2013 года было объявлено, что на базе РИА Новости будет создана новая структура — Международное информационное агентство «Россия сегодня». Её генеральным директором был назначен Дмитрий Киселёв. Согласно президентскому указу, главной задачей нового агентства будет «освещение за рубежом государственной политики Российской Федерации и российской общественной жизни», а по версии Киселёва, миссия его организации — «восстановление справедливого отношения к России как важной стране мира с добрыми намерениями».
9 апреля 2014 года Совет управляющих по вопросам вещания США (Broadcasting Board of Governors, BBG) сообщил, что директор «Россия сегодня» Дмитрий Киселёв в ответ на мартовский запрос о продлении истекающего контракта на вещание радиостанции «Голос Америки» на частоте 810 АМ в письме от 21 марта написал только одну фразу: «Мы не собираемся сотрудничать». Глава BBG Джефф Шелл заявил, что разрыв контракта — это «давление Москвы на медиа-пространство», и попросил предоставить «равные условия», так как российские СМИ «пользуются открытым доступом к вещанию в США и по всему миру. Российские граждане заслуживают такой же свободы доступа к информации». Он заявил также, что BBG продолжит работать для российской аудитории на онлайн-платформах. Не исключена и организация вещания через спутник.

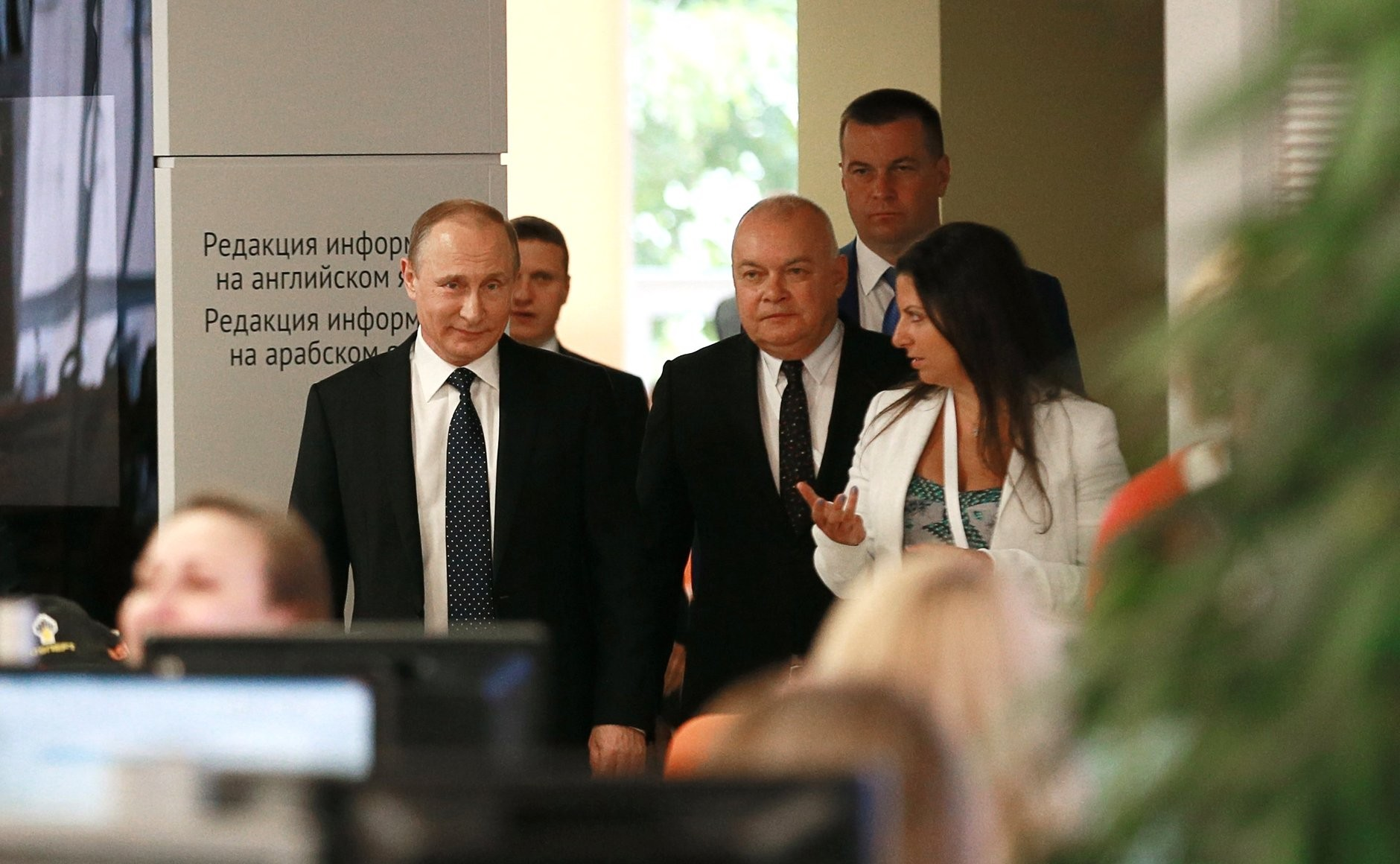
С Владимиром Путиным и Маргаритой Симоньян в МИА «Россия сегодня». 7 июня 2016 года

В апреле 2016 года хакеры объявили о взломе и краже содержимого двух почтовых ящиков и переписки в WhatsApp Дмитрия Киселёва, которое было выставлено на аукцион до 15 мая. Охвачен период с 2009 по 2016 год с общим объёмом информации в 11 гигабайт. Один из использовавшихся аккаунтов был зарегистрирован на супругу журналиста Марию. Тематика в основном посвящена проектам «Россия сегодня», также в массиве есть данные о финансах и активах (среди которых — покупка элитной квартиры в 204 м² на Цветном бульваре за 162 млн рублей в феврале 2014 года), оспаривание введённых ЕС персональных санкций, покупка готовой дипломной работы и профессиональных учёных статей для жены. Среди собеседников журналиста оказались заведующая сектором социальной философии Института философии РАН Валентина Федотова (на платной основе пишущая тексты ведущего), экономист Никита Кричевский, медиаменеджер Арам Габрелянов, пранкер Вован, министр культуры Владимир Мединский.

### Проекты в Коктебеле
Дмитрий Киселёв построил в Коктебеле дом, а в 2003 году основал там фестиваль «Джаз Коктебель». По собственным словам, также он инициировал реконструкцию дома-музея писателя и художника Максимилиана Волошина, в чём ему помогли украинский политик Дмитрий Табачник и будущий президент Украины Пётр Порошенко.
С 2012 года занялся созданием винодельческого хозяйства в Коктебеле «Cock t’est belle» мощностью до 4 тысяч бутылок в год. Другими инвесторами являются семья коктебельских виноделов Волошиных и семьи двух московских архитекторов — Дмитрия Овчарова (проектировал дом Киселёва) и Александра Некрасова (сосед Киселёва по Коктебелю), финансовыми аспектами предприятия занимается жена российского журналиста Мария Киселёва. После получения лицензии планируется повысить тираж до 10 000 бутылок.
Также Киселёв имеет виллу в Коктебеле — таунхаус палубного типа с 5 санузлами, лифтовым подъёмником и бассейном. Постройка виллы и реконструкция набережной стоимостью в 4 млрд руб. велась за счёт федерального бюджета Российской Федерации. По словам застройщика, при строительстве виллы были допущены нарушения, и она в случае оползня может обрушиться на дома внизу. После того, как информация о вилле попала в выходящее в Крыму издание «Город24», редактора заставили выкупить весь тираж газеты за свои деньги и уволили, а материал удалили с сайта газеты.

### Санкции

Страны, в которые запрещён въезд Дмитрию Киселёву

Из-за аннексии Крыма, 21 марта 2014 года, Дмитрий Киселёв был внесен в санкционный список Европейского союза (ЕС) как «центральная фигура государственной пропаганды, поддерживающая развертывание российских войск на Украине». По данным газеты «Коммерсантъ», телеведущего планировали внести в первую часть «чёрного» списка ЕС, однако Финляндия выступила против этого.
С 2015 года включён в санкционные списки Швейцарии и Канады как «центральная фигура государственной пропаганды», является персоной нон грата в Молдавии. В сентябре 2015 года попал в санкционный список Украины, который включает 400 физических и 90 юридических лиц.
В сентябре 2015 года подал судебный иск против Совета Европейского союза, потребовав отменить решение о внесении его в санкционный список ЕС и возместить возникшие в связи с этим расходы. 15 июня 2017 года Европейский суд общей юрисдикции признал введённые санкции правомерными, оставив иск без удовлетворения и постановил оплатить Киселёву все судебные издержки, связанные с рассмотрением его дела
В августе 2022 года, на фоне вторжения России на Украину, Киселев включён в сокращённый вариант Топ-200 «разжигателей войны» как главный кремлевский пропагандист, «рупор Путина» и сторонник «аннексии Крыма, оккупации Донбасса и недавней эскалации войны в Украине». В октябре 2022 года Международная рабочая группа по вопросам санкций Ермака – Макфола включила Киселёва в список пропагандистов и идеологов войны которые «создают лживые нарративы в соответствии с политикой Кремля», с предложением введения против него санкций.
7 января 2023 года внесён в санкционные списки Украины предполагающие блокировку активов, полное прекращение коммерческих операций, остановку выполнения экономических и финансовых обязательств. 18 мая 2022 года попал под санкции Австралии. 14 сентября 2024 года включён в блокирующий санкционный список США.

## Взгляды
Не считает себя гомофобом и не сталкивался с неприязненным к себе отношением со стороны ЛГБТ-сообщества. Считает, что телеканал «Дождь» занимается «тенденциозной и ценностно разрушительной» деятельностью. В сентябре 2014 года назвал три института общих ценностей россиян: церковь, образование и СМИ. Киселёв сделал упор на телевидение, где «мы должны говорить, что хорошо, а что такое плохо». В феврале 2019 год в интервью блогеру Юрию Дудю назвал СССР «тупиковой ветвью развития человеческой эволюции», а в апреле 2020 года предложил сократить количество памятников Ленину по стране.

### Путин и оппозиция
7 октября 2012 года (в день 60-летия Путина) в ходе программы «Вести недели» Дмитрий Киселёв посвятил этому событию комментарий длительностью 12 минут 41 секунду:
По масштабу деятельности Путин-политик из своих предшественников XX века сопоставим лишь со Сталиным. Методы — принципиально другие. Цена сталинского прорыва неприемлема, но масштаб задач по обустройству страны таков. После Сталина каждый следующий кремлёвский лидер снижал планку амбиций, и к смене тысячелетий Россия подошла обескровленной, деморализованной и разорванной.
…
В результате загнём пальцы: боеспособность армии восстановлена, ядерный баланс подтверждён, территориальная целостность сохранена, зарплата россиян выросла в рублях в 13 раз, пенсия — в 10. Россия при этом свободна как никогда в своей истории.
Особый интерес ведущего «Вестей недели» вызвали выборы в Координационный совет российской оппозиции. 28 октября в сюжете программы он опубликовал анонимные заявления якобы от лица представителей протестного движения, которые охарактеризовали мероприятие как «авантюра», «фабрика звёзд», «движуха без цели», «банальный лохотрон, организованный оппозиционными напёрсточниками».

### Украина и ЕС
В 2003 году был автором мюзикла «Тузла» для киевского театра «Сузір’я» («Сузирья», в переводе с украинского — «Созвездие»). Говоря о цели создания мюзикла, Киселёв высказал мнение, что последние события в Керченском проливе «требуют художественного осмысления». «Это естественное явление, когда в такой предвоенной атмосфере, а я убеждён, что сейчас атмосфера напоминает предвоенную, музы не должны молчать»,— сказал журналист.
1 декабря 2013 года Дмитрий Киселёв посвятил часть своей программы акциям протеста против приостановления ассоциации с ЕС на Украине, где заявил, что коалиция членов ЕС Швеция — Польша — Литва использует Украину для разжигания войны с Россией. По словам Киселёва, конечная цель стран, составивших эту антироссийскую «коалицию», — реванш за Полтавскую битву, выигранную Петром I в 1709 году. По словам Киселёва, в Швеции из-за раннего начала половой жизни наблюдается «радикальный рост детских абортов» и импотенция в 12-летнем возрасте. Помимо этого, Киселёв заявил о том, что министр иностранных дел Швеции Карл Бильдт в молодости был агентом ЦРУ. Корреспондент сетевого издания Buzzfeed Макс Седдон охарактеризовал весь эфир как «самую эзотерическую интерпретацию» событий на Украине.
В мае 2014 года, после отстранения от власти президента Януковича, Киселёв заявил, что «Украины нет. Теперь это виртуальное понятие, виртуальная страна» и «failed state».

### О пропаганде гомофобии
В августе 2013 года получил распространение фрагмент записи телепередачи «Исторический процесс № 19 „Государство и частная жизнь“» от 4 апреля 2012 года на канале «Россия-1», в котором Дмитрий Киселёв призвал «зарывать в землю или сжигать» сердца погибших в ДТП геев. Заявление получило негативную реакцию в блогосфере. Группа блогеров направила обращение в Следственный комитет и Генпрокуратуру России с просьбой привлечь телеведущего к уголовной ответственности по статье 282 Уголовного кодекса России (экстремизм), максимальное наказание по которой составляет 5 лет лишения свободы.
В интервью «Эху Москвы» Киселёв дал объяснения своим словам:
Просто такова мировая практика. Так поступают в Соединённых Штатах Америки, в Евросоюзе, в Японии, в арабских странах, практически во всём мире, кроме России. Потому что гомосексуалистам запрещено быть донорами крови, органов и так далее, то есть их не рассматривают в качестве доноров. И я считаю, что нужно принять законы, соответствующие мировой практике. Вот и всё… если умирает, например, гомосексуалист в Америке, то к нему не прикасаются, у него не берут органы.
Об убийствах по мотивам гомофобии он заявил:
У нас же проблема с гомосексуалистами состоит в том, что они ведут себя провокационно, они ведут себя виктимно, да, то есть заведомо призывая, провоцируя ситуации, чтобы они стали жертвами. Им же никто не мешает любить друг друга так, как они хотят. Они агрессивно навязывают большинству ценности меньшинства. Наверное, общество будет этому противодействовать. Естественно, да? В самых разных, в том числе и брутальных формах.
Во время встречи с президентом Израиля Шимоном Пересом Киселёв упомянул, что «по действующему законодательству в Израиле геям запрещено донорство крови, органов». Президент опроверг это утверждение российского журналиста, отметив, что в его стране донорство запрещено лишь для больных СПИДом.
В апреле 2014 года телеведущий признался в том, что его фраза про «сжигание сердец» была сознательной провокацией «для затравки полемической программы, где конфликт мнений с элементами шоу был заложен драматургически».
После легализации однополых браков в США поддержал создание гражданских союзов для ЛГБТ. Однако уточнил, что браком это называть нельзя.

## Критика
По мнению журнала The Economist, «новый стиль пропаганды, представленный в лице Киселёва, направлен на возбуждение и мобилизацию аудитории, разжигание ненависти и страха. <…> Этот стиль напоминает оруэлловские двухминутки ненависти, протяжённостью по полчаса».
Президент факультета журналистики МГУ Ясен Засурский, характеризуя в 2015 году работу Дмитрия Киселёва, сказал, что «он просто повторяет какие-то тезисы, а это не делают журналисты; журналист должен помогать понять, должен дать не только информацию, но и знание… наверное, он хороший пропагандист».
16 марта 2014 года в программе «Вести недели» Киселёв, основываясь на статье в «Российской газете» от 22 января, заявил, что Россия обладает комплексом автоматического управления массированным ответным ядерным ударом «Периметр», «гарантирующим поражение Соединённых Штатов Америки в случае начала вооружённого конфликта», использовал выражение «Россия — единственная в мире страна, которая реально способна превратить США в радиоактивный пепел». Выражение вызвало широкий отклик в мире.
Его комментарии противоречиво воспринимались как в России, так и на Западе, особенно в отношении геев, Евромайдана, аннексии Крыма и утверждений о том, что США стоят на стороне ИГИЛ, уничтожая Сирию. Даниел Трейсман описывает его как прокремлёвского пропагандиста, другие СМИ также обвиняли его в том, что он является частью пропутинской пропаганды.

### Освещение событий на Украине в 2013—2014 годах
18 марта 2014 года на сайте Общества научных работников (ОНР) появилось адресованное министру связи и массовых коммуникаций России Н. А. Никифорову, руководителю Федеральной службы по надзору в сфере связи, информационных технологий и массовых коммуникаций А. А. Жарову и генеральному директору ВГТРК О. Б. Добродееву открытое письмо ряда учёных о недопустимых высказываниях Киселёва в программе «Вести недели» от 16 марта, которые характеризуются как «агрессивная пропаганда». В письме также указано, что программы Киселёва «полны высокомерия, искажённых фактов, оскорбительных выпадов» по отношению к россиянам и иностранным политикам. В заявлении содержится просьба о проверке передач Киселёва, вышедших в эфир в последние три месяца, «на наличие признаков экстремизма, разжигания межнациональной и межгосударственной розни». 19 марта сбор подписей был остановлен по требованию ряда членов ОНР. Заявление подписали 27 учёных, в том числе шесть академиков РАН и четыре член-корреспондента РАН.
Евгений Киселёв, известный резкой критикой политики России по отношению к Украине, назвал Дмитрия Киселёва «даже не однофамильцем».
4 июля 2014 года Служба безопасности Украины возбудила уголовное производство в отношении Киселёва по статье «финансирование терроризма, содействие террористической деятельности». По данным СБУ, через возглавляемый Киселёвым «Международный институт прессы» идёт финансирование сепаратистских организаций на Украине. Киселёв охарактеризовал обвинения как «продолжение фантазий, в которых живут нацики у власти в Киеве».

### Назначение руководителем агентства «Россия сегодня»
В связи с назначением Киселёва главой нового информагентства «Россия сегодня», созданного Владимиром Путиным в декабре 2013 года на базе РИА «Новости», в ряде ведущих западных СМИ вышли материалы, в которых Киселёв назывался «прокремлёвским телеведущим-гомофобом», а создание нового информагентства — попыткой Путина усилить контроль над СМИ. Так, на сайте The Guardian был опубликован материал под заголовком «Путин назначил телеведущего-гомофоба главой государственного информационного агентства». Издание охарактеризовало Киселёва как «консервативного ведущего новостей» и «лояльного сторонника Путина, время от времени выступающего с провокационными заявлениями». В тексте статьи также утверждалось, что «Киселёва часто обвиняют в том, что он является рупором [кремлёвской] пропаганды» и что он получил известность своими «открытыми антигейскими, антиамериканскими и антиоппозиционными взглядами». Агентство «Франс Пресс» назвало назначение «телеведущего-антигея» главой нового информагентства попыткой Кремля «консолидировать государственные СМИ в период возросшей онлайн-критики 13-летнего правления Путина».

### Обвинения в ксенофобии
16 февраля 2014 года в эфире «Вестей недели» выступил с критикой радиостанции «Эхо Москвы», акцентировав внимание на поэте Игоре Иртеньеве и публицисте Викторе Шендеровиче. В своей речи телеведущий назвал «подонком» Шендеровича, который «идёт на сознательную провокацию, граничащую с диверсией», «ставя рядом немецко-фашистского карателя [чемпиона Олимпиады 1936 года Ганса Отто Вёльке — военного преступника] и гениальную девочку [фигуристку Юлию Липницкую]»; раскрыл псевдоним и сообщил зрителям «настоящее» имя Иртеньева (Игорь Моисеевич Рабинович), поддержавшего «сравнение Шендеровича сочинской Олимпиады с берлинской 1936 года», а также напомнил, что в Германии, где сегодня живёт Иртеньев, евреев «при Гитлере … разоряли и изгоняли, а оставшихся отправляли в концлагеря. Не было бы там ни текстов Шендеровича или Иртеньева, не было бы их самих». 18 февраля Российский еврейский конгресс опубликовал официальную реакцию на это выступление, где выразил удивление и возмущение педалированием Киселёвым еврейского происхождения оппонентов с экранов государственного телеканала, охарактеризовал приёмы телеведущего как «откровенное проявление ксенофобии», указал на недопустимость использования национальности как аргумента для критики.

### Критика политики США
Бывший посол США в России Майкл Макфол 20 марта 2014 года сообщил, что Киселёв участвовал в программе Государственного департамента США. Корреспондент Buzzfeed Макс Седдон сообщил, что с 23 по 25 июля 2012 года Киселёв и ещё восемь журналистов из семи стран побывали на встрече, организованной подразделением государственного департамента США Bureau of Educational and Cultural Affairs по линии «Программы международного лидерства» и посвящённой «угрозам глобальной безопасности в XXI веке».
21 марта Киселёв в эфире программы Владимира Соловьёва признал участие во встрече, но заявил о том, что сам оплатил поездку и не знал, что поездка была организована Государственным департаментом.
По мнению Седдона, факт участия Киселёва в американской программе особенно бросается в глаза, так как государственные СМИ в России любят демонизировать противников Путина встречами с зарубежными чиновниками, намекая на то, что там они получают «инструкции» от ЦРУ.

### Высказывание о Петре Краснове
В выпуске «Вестей недели» от 26 апреля 2020 года Дмитрий Киселёв, рассуждая о роли Владимира Ленина в истории России, заявил: «Надо ставить памятники Колчаку, Врангелю, Деникину, Краснову. <…> У каждого свой вклад, своя идея и своя трагедия».
Депутат Госдумы от КПРФ Валерий Рашкин направил запрос генеральному прокурору Игорю Краснову по поводу данного заявления Киселёва. Он сообщил, что, согласно контексту, в программе речь шла о Петре Краснове, который был начальником Главного управления казачьих войск Имперского министерства восточных оккупированных территорий Третьего рейха. В запросе он также отметил, что в СССР Краснова приговорили к смертной казни «за многолетнее служение нацистам». Депутат заявил, что предложение поставить памятник является признанием заслуг Краснова, его реабилитацией и даже героизацией. Сам телеведущий пояснил, что его высказывание не следует понимать буквально: «Идея была не в том, чтобы поставить памятник Краснову. Все фигуры, которые были названы, — они названы условно. Нужно ставить памятники совершенно разным людям. Нам нужно единое общество, которое бы признало, что люди разных масштабов и разных идей составляют смысл нашей общей культуры. Это как блюдо: есть солёное, есть горькое, есть острое. Наша культура — это единое блюдо из разных компонентов».

## Награды
- Медаль Памяти 13 января (11 января 1994) — за вклад в международное признание Литовской Республики и в честь празднования Дня защитников свободы и третьей годовщины трагических событий у Вильнюсской телебашни. Лишён награды 3 апреля 2014 года декретом президента Литвы Дали Грибаускайте[155]. Подписывая документ, Грибаускайте заявила, что Киселёв дискредитировал звание награждённого почётной наградой, а в своих эфирах издевается над фундаментальными ценностями свободы и демократии[156]. Заместитель генерального директора телеканала НТВ Татьяна Миткова в прямом эфире вечернего выпуска программы «Сегодня» заявила, что в знак солидарности с Киселёвым отказалась от вручённой ей тогда же медали, и попросила «президента Литвы госпожу Грибаускайте вычеркнуть меня из списков награждённых»[157].
- Орден Дружбы (5 мая 2011) — за большие заслуги в развитии отечественного телерадиовещания, культуры, печати и многолетнюю плодотворную деятельность[158]
- Орден «За заслуги перед Отечеством» IV степени (13 февраля 2014) — за достигнутые трудовые успехи, значительный вклад в социально-экономическое развитие Российской Федерации, заслуги в гуманитарной сфере, укреплении законности, защите прав и интересов граждан, многолетнюю добросовестную работу[159]
- Орден Сергия Радонежского 2 степени (РПЦ, 2014)[160].
- Почётная грамота Республики Дагестан (2 октября 2017) — за заслуги перед Республикой Дагестан, высокий профессионализм и объективность в освещении событий в республике[161].
- Золотая медаль имени Юрия Левитана «За выдающийся вклад в теле-радиожурналистику» (2021, кинофорум «Золотой Витязь»)[162].
- Золотое перо России (30 марта 2023)[163][164]
- Орден Сергия Радонежского 1 степени (РПЦ, 2024)[165].

## Личная жизнь
Большая часть браков Киселёва была зарегистрирована в годы молодости: к двадцати трём годам он был уже трижды разведён, а в первый раз он женился в восемнадцать лет. Шестая жена (с 1998 по 1999 год), Келли Ричдейл, была англичанкой, с ней он работал над программой «Окно в Европу».
Седьмая жена (с 2005 года) — Мария Георгиевна Киселёва (до замужества — Минеева) (род. 15 июля 1976), окончила Московский педагогический государственный университет (преподаватель географии на английском), затем — Академию внешней торговли и в 2010 году — негосударственное образовательное учреждение «Институт практической психологии и психоанализа» (Москва). В 2012 году защитила кандидатскую диссертацию на тему «Влияние индивидуально-психологических особенностей пациентов с сердечно-сосудистыми заболеваниями на эффективность психологического сопровождения послеоперационного восстановления» (научные руководители — декан факультета психологии МГУ Юрий Зинченко и Лео Бокерия), кандидат психологических наук. С декабря 2013 года — постоянная гостья, а впоследствии ведущая программы «Альтера Парс» на радиостанции «Вести ФМ».
Совместные дети: сын — Константин Киселёв (род. 2007) и дочь — Варвара Киселёва (род. 2010); сын Марии — Фёдор. Сын от четвёртого брака — Глеб Киселёв (род. 1987). Крёстным отцом младшего сына Киселёва выступил патриарх Кирилл.
Есть старший брат, эмигрировавший из СССР в 1980-е годы и проживающий в настоящее время в США. По состоянию на 2019 год братья не поддерживают отношения друг с другом по личным причинам. Его сын Сергей Киселёв, проживающий в Германии и имеющий гражданство этой страны, принимал участие в вооружённом конфликте на востоке Украины на стороне пророссийских народных республик, где дослужился до звания заместителя командира взвода. За службу на стороне народных республик получил в Германии тюремный срок.
В 2011—2013 годах был основателем и руководителем украинского кулинарно-элитарного клуба «Сковорода», названного в честь философа и поэта Григория Сковороды. Среди друзей клуба, по одному разу посетивших его ежемесячные собрания в Киеве, были Пётр Порошенко и Олесь Бузина.
7 сентября 2021 года был госпитализирован с коронавирусом в состоянии средней степени тяжести.

## Пародии
- 2013 — «ТСН. Тиждень: Эвтаназия по-русски» — пародия на один из выпусков «Вестей недели» середины осени 2013 года, куда входил материал с заголовком «Эвтаназия по-украински»[175][176].
- 2014 — «Студия Квартал-95» — «Лжец, лжец», если бы Дмитрий Киселёв говорил правду — Пороблено в Украине. В роли Дмитрия Киселёва — Евгений Кошевой. Впоследствии в 2015 году в рамках проекта «Чисто News» вышли ещё три пародийных сюжета[177][178][179].
- 2015 — Студия «Наша Файта» — «ДВЕСТИ» з Дмітрійом Пасульовим. Пародия на «Вести недели» на закарпатском диалекте украинского языка в контексте «вражды» между двумя выдуманными закарпатскими сёлами. В роли Дмитрия Киселёва — Павел Мандзич.